# Jason Aaron
Jason Aaron é um autor de histórias em quadrinhos americanas. Foi indicado ao Eisner Award de "Melhor Escritor" em 2015 por seu trabalho nas séries Original Sin, Thor, Men of Wrath e Southern Bastards. No ano seguinte, sairia vencedor na mesma categoria, e Southern Bastards, indicada ao Eisner Awards na categoria "Melhor Série", também seria premiada. É o autor também da série Scalped, indicada em 2011.